# 卡尔帕蒂·费伦茨
卡尔帕蒂·费伦茨（匈牙利語：Kárpáti Ferenc，1926年10月16日—2013年9月27日），匈牙利军事将领、政治人物，前国防部长。

## 生平
1926年生于普特諾克。1945年加入匈牙利民主青年联盟。1948年参军，曾在布达佩斯、佩奇的军事学校训练。1953年任某旅副政治委员。1955年，赴苏联莫斯科列宁军事政治学院进修。1956年匈牙利革命发生后停课回国，1956年12月进入国防部工作。1957年，任兹里尼·米克洛什军事学院政治系主任。
1958年至1970年，任匈牙利人民军党委书记。1970年至1985年，任匈牙利人民军政治部主任、国防部副部长。1962年至1966年，匈牙利社会主义工人党中央委员会候补委员。1966年至1985年，匈牙利社会主义工人党中央监察委员会委员。1971年至1990年，国民议会议员。1985年至1990年，匈牙利社会主义工人党中央委员会委员。
他长期负责军队意识形态工作，1975年晋升中将。1985年12月30日，任国防部长，同时晋升上将，接替之前逝世的奥拉·伊斯特万。任内考虑到国际形势变化以及苏联从匈撤军，他大幅削减军费并裁军。1990年退役。
2013年9月27日在布达佩斯逝世。